# Entfliehet, verschwindet, entweichet, ihr Sorgen
Entfliehet, verschwindet, entweichet ihr Sorgen (BWV 249a), auch als „Schäferkantate“ bekannt, ist eine Kantate von Johann Sebastian Bach.

## Entstehung und Rekonstruktion
Die Kantate wurde 1725 aus Anlass des 43. Geburtstags von Christian, Herzog von Sachsen-Weißenfels als festliche Tafelmusik komponiert und entsprechend auf Schloss Neu-Augustusburg an dessen Geburtstag, dem 23. Februar 1725, uraufgeführt. Das Libretto stammt von Picander.
Die Originale und Abschriften der Schäferkantate sind verschollen. Erhalten ist lediglich der Textdruck im ersten Band der Gedichte Picanders und ferner Bachs Oster-Oratorium in drei verschiedenen Fassungen. Da Friedrich Smend nachgewiesen hat, dass die Musik zu sämtlichen Arien (einschließlich der Duette und Quartette) des Oster-Oratoriums aus der Schäferkantate übernommen wurde, lassen sich die entsprechenden Sätze der Schäferkantate ohne besondere Schwierigkeiten wiederherstellen. Verloren sind lediglich die Rezitative; sie wurden von Hermann Keller mit großem Geschick ergänzt, so dass heute eine aufführbare Gestalt der verschollenen Kantate wiedergewonnen ist.

## Thematik
Die zwei Hirten Damoetas und Menalcas verjagen ihre Sorgen, um dem Herzog von Sachsen-Weißenfels zusammen mit den beiden Schäferinnen Doris und Sylvia ihre Glückwünsche darzubringen. Die Schafe werden, so hoffen sie, sich in den schon mit frischem Grün bewachsenen Tälern selbst in den Schlaf wiegen.

## Besetzung
- Doris (Sopran), Sylvia (Alt), Damoetas (Tenor), Menalcas (Bass)
- Chor in vierstimmig gemischter Besetzung
- Orchester mit drei Trompeten, Pauken, zwei Blockflöten, Traversflöte, zwei Oboen, Fagott, zwei Violinen, Viola, Basso continuo

## Musik
Den Eingang des Werkes bildet eine Sinfonia mit einem Allegro-Satz, die Bach auch beim Osteroratorium verwendeten, und einem nachfolgenden Adagio; beide werden durch das anschließende Duett „Entfliehet, verschwindet, entweichet ihr Sorgen“ zu einem ausgewachsenen Instrumentalkonzert vervollständigt. Allgemein wird angenommen, dass Bach hier ein Konzert aus seiner Köthener Zeit wiederverwendet habe, doch bleibt ungewiss, ob diese umfangreiche Einleitung wirklich schon in der Schäferkantate vorhanden war oder nicht vielleicht erst bei der Umarbeitung zur Osterkantate hinzugenommen wurde, so dass die Schäferkantate mit dem Duettsatz begonnen hätte. Der klangliche Reiz der Arie Wieget euch, ihr satten Schafe beruht auf ihrer Instrumentation mit gedämpften Violinen und deren Verdopplung in der Oberoktave durch Blockflöten über einem ruhig, klopfenden, orgelpunktartigen Continuo-Bass. Dadurch entsteht zugleich der Eindruck des Wiegenlieds wie der Hirtenmusik; beides weist den Satz den reizvollsten Eingebungen unter den weltlichen Kantaten Bachs zu. Den festlichen Abschluss bildet der Schlusschor „Glück und Heil“.